# Fernando Blanco (músico)
Fernando Javier Blanco (Mar del Plata, Buenos Aires, 14 de noviembre de 1967) es un cantante, músico y compositor de rock argentino. Es reconocido por haber creado la banda marplatense Los Súper Ratones, que integró durante más de veinte años. En esa agrupación se desempeñó como el bajista y vocalista hasta el año 2007. En el año 2001 armó la banda Nube 9 para interpretar repertorio de los Beatles y en 2005 comenzó su carrera solista con la que ya lleva cinco discos.

## Biografía

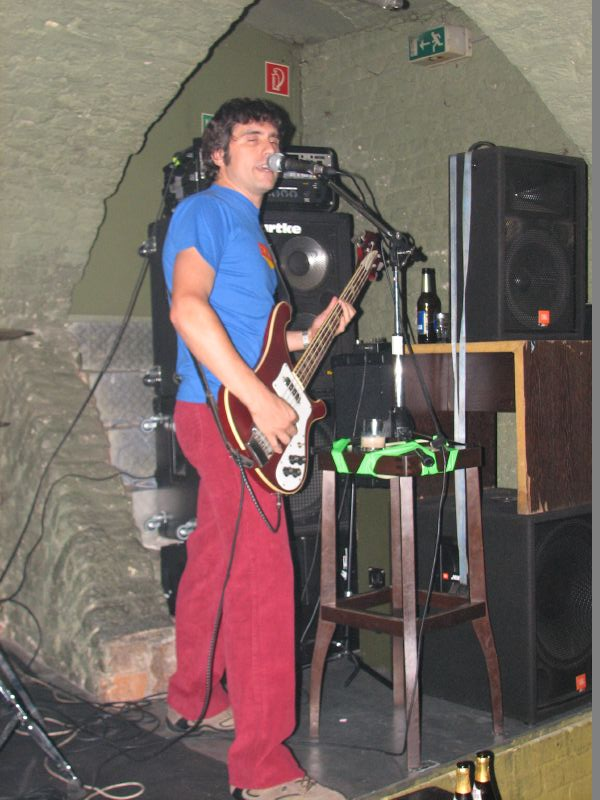
Fernando Blanco en 2006.

Blanco egresó del colegio nacional Mariano Moreno de Mar del Plata y estudió dos años en la carrera de biología, antes de dedicarse por completo a la música.
Creció en un ambiente, donde predominaba la música clásica y sus padres cantaban en coros y tertulias. Su primera inclinación por la música surgió cuando, a la edad de nueve años, escucho la canción «Jailhouse Rock», de Elvis Presley. Tiempo después, le regalaron un radiograbador y solía escuchar discos como The Game de Queen. Particularmente se enteró de que el cuarteto inglés iría a la Argentina y asistió al show que la banda ofreció en el Estadio José María Minella de Mar del Plata, en febrero de 1981.
Tras el recital, se decidió por ser músico y aprendió a tocar acordes en la guitarra y con un compañero de colegio, Flavio Marilao y otros, conformaron una banda llamada Madera Noruega. Después de un total de cinco shows en su ciudad natal; cada integrante siguió su camino y en el año 1985 formó Los Súper Ratones. El debut de la banda se produjo en un bar llamado El boliche de chapa el 12 de abril de 1985.
Después de cinco años de tocar y ensayar, llegó la oportunidad de grabar un disco. Con Los Súper Ratones editó un total de ocho trabajos discográficos y realizó giras internacionales y muchas participaciones en grabaciones de otros artistas. Blanco pudo concretar su sueño de compartir escenarios con varios de sus ídolos; entre ellos: Little Richard, Jerry Lee Lewis, Johnny Rivers, The Blasters, Lee Rocker (Stray Cats) y  D.J. Fontana (baterista de Elvis), entre otros.
En el 2001, empezó a tener un proyecto paralelo, llamado Nube 9, con los que hace tributo a The Beatles, una de sus máximas influencias. Con esta banda editó dos CD/DVD: La Historia de los Beatles en canciones (2014) y La Historia de John Lennon en canciones  (2016). Nube 9 se ha presentado por diferentes países de todo el mundo como Rusia, EE. UU., Finlandia, España, Brasil, Uruguay, Bielorrusia, Panamá y por supuesto Inglaterra, donde cada año concurren a la Beatle Week de Liverpool. 
En el 2005, comenzó su carrera solista, editando cinco trabajos discográficos en 2005, 2009, 2012, 2017 y 2021.
Blanco también incursionó en la escritura editando tres libros de investigación sobre The Beatles junto al periodista, escritor y músico Sergio Marchi: Beatlend (2009), Desde el comienzo, Los Beatles 1962-1966 (2017) y Los Beatles: En el final (1967-1970) (2019).
Durante los últimos años ha dictado los cursos de Experiencia Beatle y Experiencia Queen en donde analiza a fondo la música y las carreras de estos grupos.
Desde el 2017 hasta el 2020, Fernando condujo el programa radial Ruido Blanco, los domingos a las 18:00 hs por Nacional Rock.
Durante el 2020, condujo el programa radial Lobos En El Aire, los sábados por Mega de Mar Del Plata.
En el 2021, sacó su quinto disco solista llamado Di-Versiones Vol. 1, con covers de canciones clásicas de rock de los 60´s y 70´s.
En el 2022, sacó su sexto disco solista llamado Di-Versiones Vol. 2, con covers de canciones clásicas de rock de los 60´s y 70´s.
En el 2023, lanza su esperado EP titulado Fotos, un conjunto de cuatro cautivadoras canciones de su propia autoría. El tema principal de este EP, Fotos, es una enérgica y pegadiza canción de power pop que, de forma irónica, reflexiona sobre la era de las redes sociales.
En ese mismo año lanza otro EP titulado Espías.
En el 2024 lanza dos simples titulados Sálvese Quien Pueda y Cueste Lo Que Cueste. Desde Julio, conduce su programa radial Ruido Blanco, los jueves a las 16:00 hs por Rock & Pop de Mar Del Plata.

## Discografía

### Álbumes con Los Súper Ratones
- 1990: Rock de la Playa
- 1991: Segundo tiempo
- 1993: Aire para respirar
- 1995: Reciclable
- 1996: Zapping Club
- 1998: Autopistas y túneles
- 2000: Mancha registrada
- 2003: Urgente

### Álbumes como solista
- 2005: Blanco móvil
- 2009: Mares lejanos
- 2012: Días movidos
- 2017: Luces y Sombras
- 2021: Di-Versiones Vol. 1
- 2022: Di-Versiones Vol. 2
- 2023: Fotos (EP)
- 2023: Espías (EP)
- 2024: Sálvese Quien Pueda (Simple)
- 2024: Cueste Lo Que Cueste (Simple)

### Álbumes con Nube 9
- 2014: La Historia De Los Beatles En Canciones
- 2016: La Historia De John Lennon En Canciones
- 2020: All Things Must Pass - Celebración 50 Aniversario
- 2021: Arenas Movedizas - Me Hace Bien (Simple)
- 2021: Nube Por Nube
- 2024: Dalo Por Seguro (Simple)